# Владыкин, Михаил Николаевич
Михаи́л Никола́евич Влады́кин (1830—1887) — русский актёр и драматург.

## Биография
Сын пензенского дворянина, отставного юнкера. Родственник В. Г. Белинского. В 1842―1843 гг. воспитывался в частном пансионе в Петербурге, в доме, где часто бывал Н. А. Некрасов. Учился (1843―1848) в Главном инженерном училище в Петербурге (был однокашником И. М. Сеченова). В 1848 году направлен прапорщиком во 2-й резервный саперный полк в Киев, где преподавал в юнкерской школе. Под впечатлением произведений Н. В. Гоголя и А. Н. Островского написал пьесу «Выгодная женитьба» («Купец-лабазник»), после чего вышел в отставку и приехал в Москву (1852), чтобы посвятить себя драматическому искусству. В том же году в Малом театре состоялась премьера этой пьесы (первоначально запрещённой по ходатайству купечества). Владыкин вошёл в круг московской интеллигенции (А. А. Григорьев, П. М. Садовский, А. Н. Островский). Женился (1856) на Л. Я. Визард ― героине лирических циклов Григорьева (впоследствии она получила степень доктора медицины в Берне и практиковала в Москве). В 1857 году Владыкин издал в Москве сборник пьес «Драматические очерки» («Выгодная женитьба», «Поздний урок», «Образованность», «Отрывок»), которые некоторые критики посчитали эпигонскими по отношению к пьесам Островского. В 1865 году Владыкин вступил в труппу Малого театра, в которой прослужил более 20 лет, играл также на клубных сценах. В 1850―1880-е гг. в Малом театре шло 9 пьес Владыкина. Наибольший успех имела комедия «Омут» (поставлен 1861; в Александринском театре ― 1863; литографированное издание ― СПб., 1880), в которой Владыкин правдиво рисует нравственное разложение хозяев имения, благоприобретенного в своё время чиновником-взяточником.